# Finale de la Ligue des champions de l'UEFA 2012-2013
La finale de la Ligue des Champions 2013 est la cinquante-huitième finale de la Ligue des champions de l'UEFA. Disputée le 25 mai 2013 au Wembley Stadium de Londres (Angleterre), elle oppose les deux clubs allemands du Borussia Dortmund et du Bayern Munich qui éliminent respectivement en demi-finale le Real Madrid et le FC Barcelone.
Il s'agit de la première fois dans l'histoire de la compétition que la finale oppose deux formations allemandes.

## Parcours des finalistes
Le choix des équipes qualifiées pour la phase de poules de la Ligue des champions, soit directement, soit par le biais de trois tours préliminaires ainsi qu'un barrage, sont basés sur leur classement lors de la précédente saison de leur ligue domestique et la force relative de la ligue sur la base de son coefficient UEFA.
Les deux équipes, ayant terminé respectivement champion et second du dernier championnat allemand, sont entrés dans la compétition  directement en phase de groupes.
Les groupes ont été établis sous la forme d'un double tournoi toutes rondes de huit groupes de quatre équipes, les deux premiers de chaque groupe se qualifiant pour les phases éliminatoires. Les matchs de qualification ont été basés sur des matches aller et retour (domicile et extérieur), avec la règle des buts marqués à l'extérieur, ainsi que le temps supplémentaires en cas d'égalité et les tirs au but si nécessaire.
Note : dans les résultats ci-dessous, le score du finaliste est toujours donné en premier (D : domicile ; E : extérieur).
| Rang | Équipe            | Pts | J | G | N | P | Bp | Bc | Diff |
| ---- | ----------------- | --- | - | - | - | - | -- | -- | ---- |
| 1    | Borussia Dortmund | 14  | 6 | 4 | 2 | 0 | 11 | 5  | +6   |
| 2    | Real Madrid       | 11  | 6 | 3 | 2 | 1 | 15 | 9  | +6   |
| 3    | Ajax Amsterdam    | 4   | 6 | 1 | 1 | 4 | 8  | 16 | -8   |
| 4    | Manchester City   | 3   | 6 | 0 | 3 | 3 | 7  | 11 | -4   |

| Rang | Équipe        | Pts | J | G | N | P | Bp | Bc | Diff |
| ---- | ------------- | --- | - | - | - | - | -- | -- | ---- |
| 1    | Bayern Munich | 13  | 6 | 4 | 1 | 1 | 15 | 7  | +8   |
| 2    | Valence CF    | 13  | 6 | 4 | 1 | 1 | 12 | 5  | +7   |
| 3    | BATE Borissov | 6   | 6 | 2 | 0 | 4 | 9  | 15 | -6   |
| 4    | Lille OSC     | 3   | 6 | 1 | 0 | 5 | 4  | 13 | -9   |

## Déroulement de la rencontre
Avant le coup d'envoi et leur entrée sur la pelouse, les deux équipes sont précédées par deux anciens joueurs allemands vainqueur du trophée, Lars Ricken en 1997 avec le Borussia, et Paul Breitner en 1974 avec le Bayern.
Les supporters des deux camps se sont disposés dans le stade de façon à occuper un virage chacun.
C'est le Borussia Dortmund par son avant-centre Robert Lewandowski qui se montrera le premier conquérant, la frappe du Polonais contrée signifiera le premier corner de la partie. Les joueurs de la Ruhr ne font preuve d'aucun complexe et multiplient les occasions, le portier bavarois Manuel Neuer doit réaliser trois sauvetages délicats dans les vingt premières minutes devant Lewandowski dans un premier temps, puis Jakub Błaszczykowski et enfin Marco Reus. A la 22e le gardien munichois est de nouveau mis à contribution pour stopper une frappe de Sven Bender après une très bonne passe en retrait de Kevin Großkreutz.
La finale de l'an passé perdue à Munich contre le Chelsea Football Club hante les joueurs du Bayern qui vont commencer réellement à sortir de leur torpeur au bout d'une demi-heure de jeu. La 31e minute marque la véritable première occasion munichoise, Arjen Robben loupant son duel devant le gardien Roman Weidenfeller. Après cette première véritable alerte pour le gardien de Dortmund, son homologue de Munich va de nouveau faire office de dernier rempart devant Robert Lewandowski à la 36e. Cette première mi-temps permet de mesurer la qualité des deux gardiens, la dernière grande parade est à mettre à l'actif de Weidenfeller qui repousse un tir du visage en un contre un devant Robben. La première période s'achève sur un score nul et vierge.
En seconde période le Bayern joue avec un bloc équipe plus haut, Franck Ribéry va tenter à plusieurs reprises en ce début de second acte de forcer le destin sur son côté par des dribbles et des accélérations, mais sans succès, à cause notamment de la vigilance des deux défenseurs centraux, Mats Hummels et Łukasz Piszczek. A la 60e le Français bien inspiré lance parfaitement en profondeur Robben qui s'infiltre dans la surface et centre pour Mandžukić qui trompe le gardien adverse. Libéré par cette ouverture du score le Bayern semble dégager une maitrise et une grande puissance, mais Marco Reus bien lancé dans la surface bavaroise reçoit par maladresse un coup dans le ventre de la part de Dante, l'arbitre indique le point de pénalty. C'est le jeune international allemand Ilkay Gundogan qui se charge d'égaliser. A la 70e une frappe de Hummels passe juste au dessus de la transversale munichoise. A la 73e c'est Neven Subotić  qui sauve Dortmund d'un geste défensif désespéré devant Robben à la suite d'une belle action de Thomas Muller. A la 78e Weidenfeller repousse une reprise puissante de Bastian Schweinsteiger. 88e, l'épilogue de la rencontre, Ribéry d'une talonnade trouve Arjen Robben aux abords de la surface de réparation dans l'axe, le Néerlandais s'engouffre balle au pied dans la défense des jaunes et trompe le gardien.
Deux buts à un score final, après deux finales consécutives perdues en 2010 et 2012, le Bayern Munich retrouve le titre de champion d'Europe, et ajoute pour la cinquième fois son nom dans le palmarès de la compétition après les sacres de 1974, 1975, 1976, et 2001.

## Feuille de match
| Finale                  | Borussia Dortmund   | 1 - 2   | Bayern Munich              | Wembley Stadium, Londres                        |                                                 |
| 25 mai 2013 20h45 (HEC) | Gündoğan 68e (pen.) | (0 - 0) | 60e Mandžukić · 89e Robben | Spectateurs : 86 298 Arbitrage : Nicola Rizzoli | Spectateurs : 86 298 Arbitrage : Nicola Rizzoli |
| 25 mai 2013 20h45 (HEC) | Rapport             |         |                            | Spectateurs : 86 298 Arbitrage : Nicola Rizzoli | Spectateurs : 86 298 Arbitrage : Nicola Rizzoli |

| Borussia | Bayern |

| BORUSSIA :    |    |                      |     |       |
|               |    |                      |     |       |
| G             | 1  | Roman Weidenfeller 0 |     |       |
| D             | 26 | Łukasz Piszczek      |     |       |
| D             | 4  | Neven Subotić        |     |       |
| D             | 15 | Mats Hummels         |     |       |
| D             | 29 | Marcel Schmelzer     |     |       |
| M             | 6  | Sven Bender          |     | 90+2e |
| M             | 8  | İlkay Gündoğan       |     |       |
| M             | 16 | Jakub Błaszczykowski |     | 90e   |
| M             | 11 | Marco Reus           |     |       |
| M             | 19 | Kevin Großkreutz     | 73e |       |
| A             | 9  | Robert Lewandowski   |     |       |
|               |    |                      |     |       |
| Remplaçants : |    |                      |     |       |
| G             | 20 | Mitchell Langerak    |     |       |
| D             | 27 | Felipe Santana       |     |       |
| M             | 5  | Sebastian Kehl       |     |       |
| M             | 7  | Moritz Leitner       |     |       |
| M             | 18 | Nuri Şahin           |     | 90+2e |
| M             | 21 | Oliver Kirch         |     |       |
| A             | 23 | Julian Schieber      |     | 90e   |
|               |    |                      |     |       |
| Entraîneur :  |    |                      |     |       |
| Jürgen Klopp  |    |                      |     |       |

| BAYERN :      |    |                         |     |       |
|               |    |                         |     |       |
| G             | 1  | Manuel Neuer            |     |       |
| D             | 21 | Philipp Lahm            |     |       |
| D             | 17 | Jérôme Boateng          |     |       |
| D             | 4  | Dante                   | 29e |       |
| D             | 27 | David Alaba             |     |       |
| M             | 8  | Javi Martínez           |     |       |
| M             | 31 | Bastian Schweinsteiger0 |     |       |
| M             | 10 | Arjen Robben            |     |       |
| M             | 25 | Thomas Müller           |     |       |
| M             | 7  | Franck Ribéry           | 73e | 90+1e |
| A             | 9  | Mario Mandžukić         |     | 90+4e |
|               |    |                         |     |       |
| Remplaçants : |    |                         |     |       |
| G             | 22 | Tom Starke              |     |       |
| D             | 5  | Daniel Van Buyten       |     |       |
| M             | 11 | Xherdan Shaqiri         |     |       |
| M             | 30 | Luiz Gustavo            |     | 90+1e |
| M             | 44 | Anatoly Timochtchouk    |     |       |
| A             | 14 | Claudio Pizarro         |     |       |
| A             | 33 | Mario Gómez             |     | 90+4e |
|               |    |                         |     |       |
| Entraîneur :  |    |                         |     |       |
| Jupp Heynckes |    |                         |     |       |

## Statistiques
| Première mi-temps   | Première mi-temps | Première mi-temps |
|                     | Borussia          | Bayern            |
| ------------------- | ----------------- | ----------------- |
| Buts marqués        | 0                 | 0                 |
| Total des tirs      | 7                 | 5                 |
| Tirs cadrés         | 5                 | 3                 |
| Possession de balle | 40 %              | 60 %              |
| Corners             | 5                 | 3                 |
| Fautes commises     | 5                 | 2                 |
| Hors-jeu            | 0                 | 2                 |
| Cartons jaunes      | 0                 | 1                 |
| Cartons rouges      | 0                 | 0                 |

| Seconde mi-temps    | Seconde mi-temps | Seconde mi-temps |
|                     | Borussia         | Bayern           |
| ------------------- | ---------------- | ---------------- |
| Buts marqués        | 1                | 2                |
| Total des tirs      | 5                | 9                |
| Tirs cadrés         | 3                | 6                |
| Possession de balle | 44 %             | 56 %             |
| Corners             | 1                | 5                |
| Fautes commises     | 6                | 5                |
| Hors-jeu            | 1                | 2                |
| Cartons jaunes      | 1                | 1                |
| Cartons rouges      | 0                | 0                |

| Match complet       | Match complet | Match complet |
|                     | Borussia      | Bayern        |
| ------------------- | ------------- | ------------- |
| Buts marqués        | 1             | 2             |
| Total des tirs      | 12            | 14            |
| Tirs cadrés         | 8             | 9             |
| Possession de balle | 42 %          | 58 %          |
| Corners             | 6             | 8             |
| Fautes commises     | 11            | 7             |
| Hors-jeu            | 1             | 4             |
| Cartons jaunes      | 1             | 2             |
| Cartons rouges      | 0             | 0             |

- UEFA Full Time Report
- UEFA Full Time Statistics

## Sources
- (en) Cet article est partiellement ou en totalité issu de l’article de Wikipédia en anglais intitulé « 2013 UEFA Champions League Final » (voir la liste des auteurs).